# East Barsham Manor
East Barsham Manor est une œuvre importante de l'architecture Tudor, un exemple majeur et précoce d'une maison prodige, construite à l'origine dans les années 1520. Il est situé dans le village d'East Barsham, à environ 4,1 kilomètres (2,5 mi) au nord de la ville de Fakenham et à 3,4 kilomètres (2,1 mi) au sud-ouest du village de Walsingham dans le comté anglais de Norfolk. Il est protégé en tant que bâtiment classé Grade I.

## Histoire

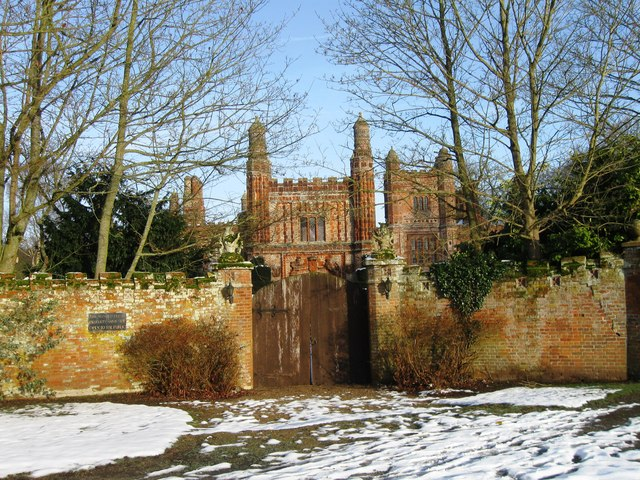
Autre vue de l'entrée

Le manoir de deux étages est construit pour Henry Fermor dans les années 1520. Henri VIII s'y rend à plusieurs reprises avec Anne Boleyn et Catherine d'Aragon, notamment en l'utilisant comme base pour visiter le sanctuaire voisin de Walsingham.
Après les Fermor, la maison passe aux Calthorpe qui se sont mariés dans la famille Fermor. Plus tard, il appartient aux L'Estranges vers 1720, puis aux Astley. Au cours de ces années, la maison change peu. Cependant, au XVIIIe siècle, le manoir entre en déclin.
Au XIXe siècle, il est en grande partie à l'abandon et est visitée par les amateurs de ruines romantiques. Il est restauré dans les années 1920 et 1930. La maison appartient pendant de nombreuses années à John Guinness, un ancien diplomate qui aide également à fonder le National Heritage Memorial Fund. Il la vend après la mort de sa femme en 2014 pour 2,75 millions de livres sterling à l'artiste et entrepreneur Roy Griffiths qui essaie maintenant également de vendre la propriété.

## Maçonnerie
East Barsham est remarquable pour ses briques Tudor ornées et son groupe de 10 cheminées. Henry la construit non seulement avec "une guérite en briques, nervurée, à tourelles et arborant ses armoiries, mais une grande exubérance de cheminées, regroupées en doubles rangées de cinq, chaque pile individuelle à un design différent" .
Il est construit en même temps que Sutton Place, Surrey (années 1520), également construit en brique, auquel il est comparable.
La façade d'entrée de Dalmeny House en Écosse, conçue par William Wilkins en 1814, est basée sur la façade d'East Barsham Manor.